# Peillon
Pour les articles homonymes, voir Peillon (homonymie).
Peillon est une commune française située dans le département des Alpes-Maritimes, en région Provence-Alpes-Côte d'Azur.
Ses habitants sont appelés les Peillonnais.

## Géographie

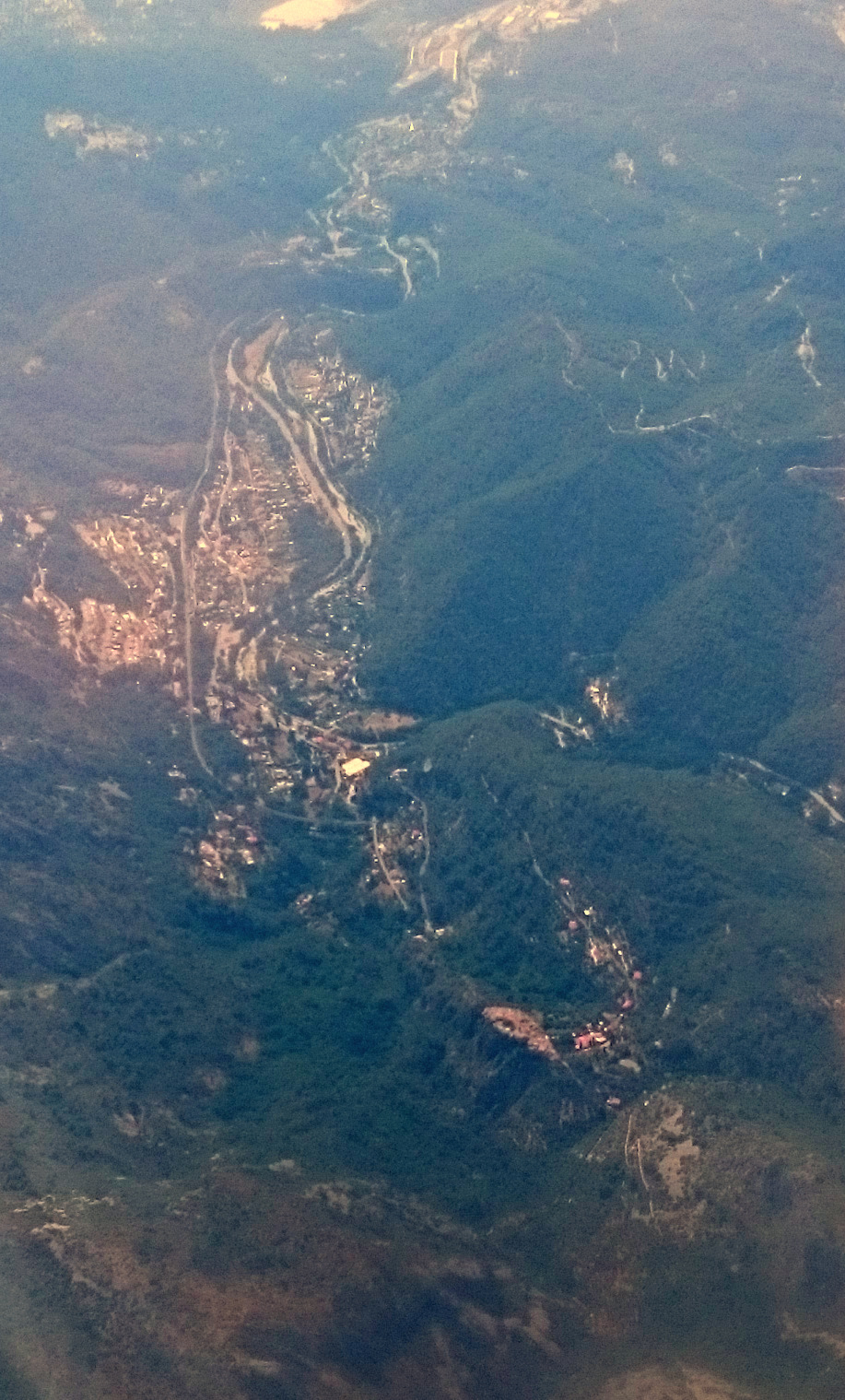
Village de Peillon depuis un avion.

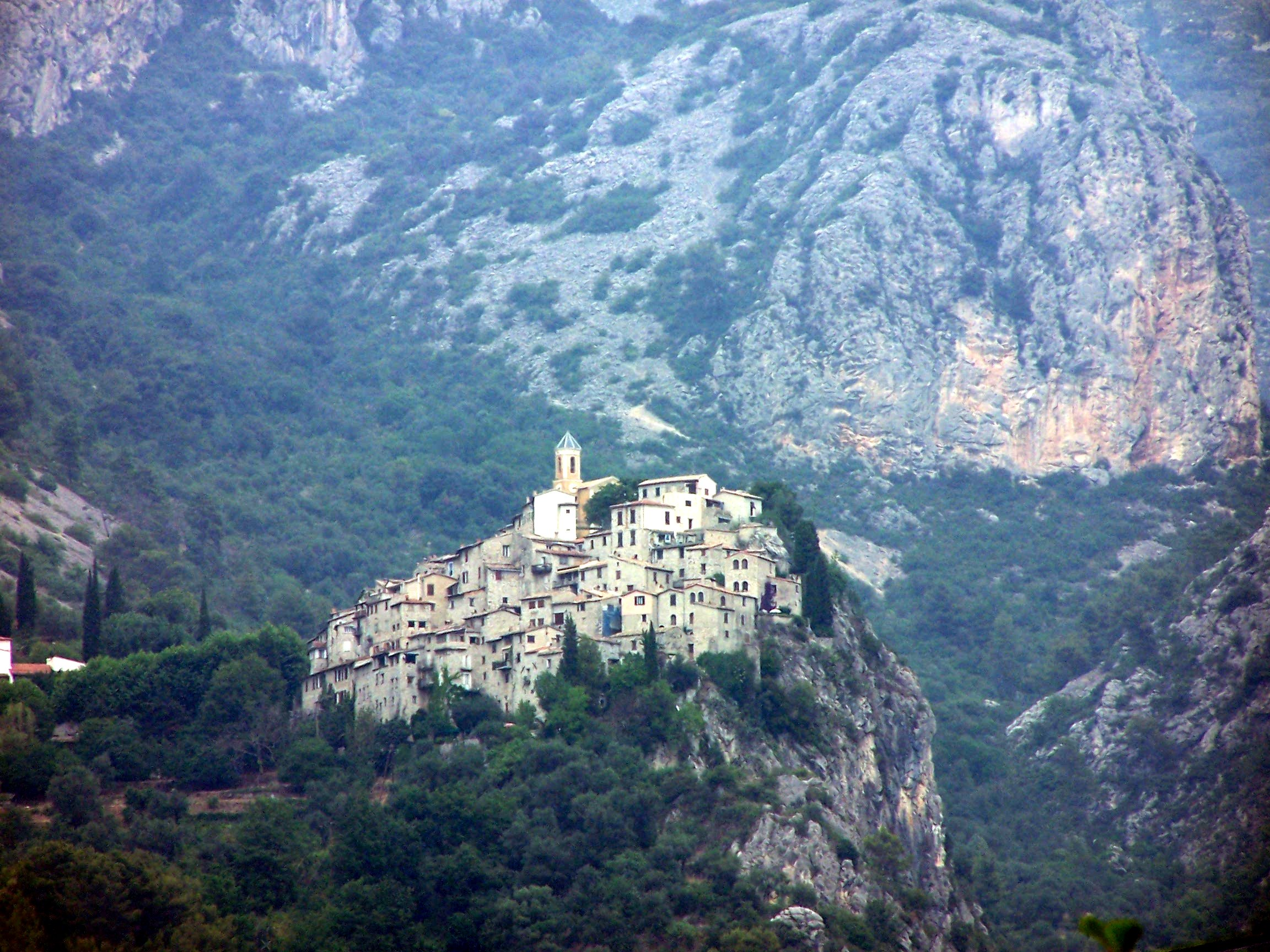
Village de Peillon dans le site.

### Localisation
Peillon se trouve dans la vallée du Paillon de l'Escarène, à environ :
- 13 km de Nice,
- 12 km de Peille,
- 10 km de la Gare de Peillon-Sainte-Thècle (route de la Grave).

### Communes limitrophes
Peillon est entourée par Peille à l'est, Blausasc au nord, Drap au sud.
Les communes limitrophes sont Blausasc, Drap, Peille et La Trinité.
| Blausasc | Blausasc   | Peille |
| Blausasc | Peillon    | Peille |
| Drap     | La Trinité | Peille |

### Géologie et relief
Peillon est un village perché sur un éperon rocheux, entouré par un ravin abrupt.
Sur les escaliers qui tiennent lieu de rues donnent les marches d'accès aux maisons, que des arcades, jetées sur d'étroites ruelles, relient entre elles.

### Sismicité
Commune située dans une zone de sismicité moyenne.

### Hydrographie et les eaux souterraines
Cours d'eau et eaux souterraines sur la commune ou à son aval :
- torrent le Paillon,
- ruisseau de la launa.
- les Sources de Sainte-Thècle.

Peillon  dispose de la station d'épuration intercommunale de Drap d'une capacité de 20 000 équivalent-habitants.

### Climat
Pour des articles plus généraux, voir Climat de Provence-Alpes-Côte d'Azur et Climat des Alpes-Maritimes.
En 2010, le climat de la commune est de type climat méditerranéen altéré, selon une étude du Centre national de la recherche scientifique s'appuyant sur une série de données couvrant la période 1971-2000. En 2020, Météo-France publie une typologie des climats de la France métropolitaine dans laquelle la commune est exposée à un climat méditerranéen et est dans la région climatique  Var, Alpes-Maritimes, caractérisée par une pluviométrie abondante en automne et en hiver (250 à 300 mm en automne), un très bon ensoleillement en été (fraction d’insolation > 75 %), un hiver doux (8 °C) et peu de brouillards. 
Pour la période 1971-2000, la température annuelle moyenne est de 13,9 °C, avec une amplitude thermique annuelle de 15,4 °C. Le cumul annuel moyen de précipitations est de 920 mm, avec 5,8 jours de précipitations en janvier et 2,4 jours en juillet. Pour la période 1991-2020, la température moyenne annuelle observée sur la station météorologique de Météo-France la plus proche, « Peille », sur la commune de Peille à 5 km à vol d'oiseau, est de 10,8 °C et le cumul annuel moyen de précipitations est de 935,0 mm. 
La température maximale relevée sur cette station est de 35 °C, atteinte le 28 juin 2019 ; la température minimale est de −10,3 °C, atteinte le 27 février 2018,,. 
Les paramètres climatiques de la commune ont été estimés pour le milieu du siècle (2041-2070) selon différents scénarios d'émission de gaz à effet de serre à partir des nouvelles projections climatiques de référence DRIAS-2020. Ils sont consultables sur un site dédié publié par Météo-France en novembre 2022.

## Urbanisme

### Typologie
Au 1er janvier 2024, Peillon est catégorisée commune rurale à habitat dispersé, selon la nouvelle grille communale de densité à 7 niveaux définie par l'Insee en 2022.
Elle est située hors unité urbaine. Par ailleurs la commune fait partie de l'aire d'attraction de Nice, dont elle est une commune de la couronne,. Cette aire, qui regroupe 100 communes, est catégorisée dans les aires de 200 000 à moins de 700 000 habitants,.

### Occupation des sols

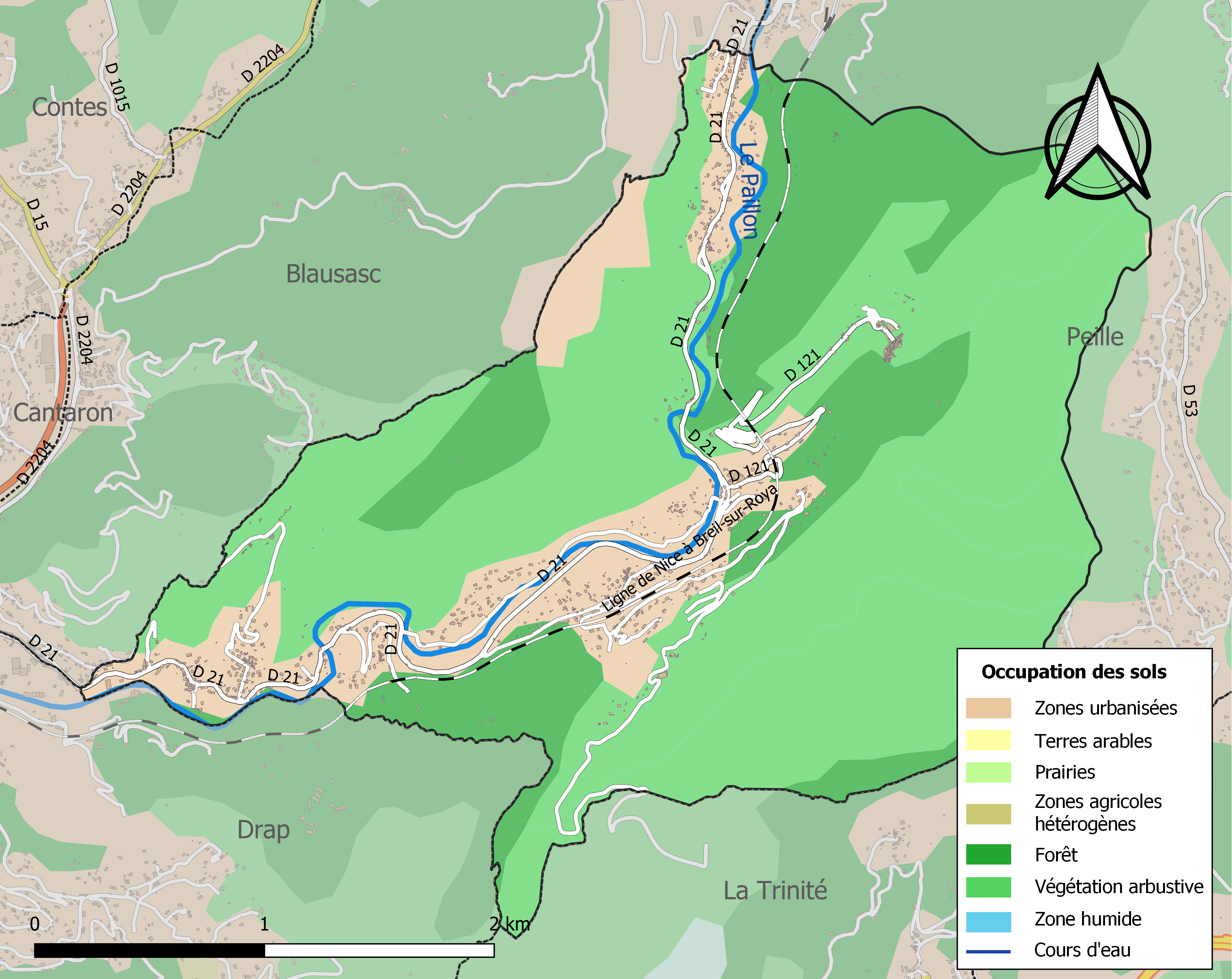
Carte de l'occupation des sols de la commune en 2018 (CLC).

L'occupation des sols de la commune, telle qu'elle ressort de la base de données européenne d’occupation biophysique des sols Corine Land Cover (CLC), est marquée par l'importance des forêts et milieux semi-naturels (82,3 % en 2018), en diminution par rapport à 1990 (84 %). La répartition détaillée en 2018 est la suivante : 
milieux à végétation arbustive et/ou herbacée (59,7 %), forêts (22,7 %), zones urbanisées (15,8 %), mines, décharges et chantiers (1,8 %).
L'évolution de l’occupation des sols de la commune et de ses infrastructures peut être observée sur les différentes représentations cartographiques du territoire : la carte de Cassini (XVIIIe siècle), la carte d'état-major (1820-1866) et les cartes ou photos aériennes de l'IGN pour la période actuelle (1950 à aujourd'hui).

#### Morphologie urbaine
Le territoire de la commune de Peillon comprend six hameaux : Borghéas, Châteauvieux, Sainte-Thècle (qui est le chef-lieu administratif), le Moulin, les Novaines et Peillon-village.
La mairie de la commune se trouve à Sainte-Thècle ainsi que la poste et la gare ferroviaire.

### Voies de communications et transports

#### Voies routières
Accès par le CD 21 par Borghéas et Châteauvieux.

#### Transports en commun
- Transport en Provence-Alpes-Côte d'Azur
- Réseau Lignes d'Azur[17].
- Gare de L'Escarène.

## Toponymie
D'après Albert Dauzat et Charles Rostaing, ce toponyme provient du pré-latin *pel-ia : hauteur, avec le suffixe diminutif provençal -on » ou -oun . La même racine a donné le nom du village de Peille.
Le village a changé plusieurs fois de nom pendant l'histoire. Un Guaucerannus de Pellom apparaît en 1150 comme donateur sur le cartulaire de Nice. Le nom évolue ensuite en castro de Peliom en  1252, et enfin en Villa Pellono en 1388.
Le nom officiel jusqu'en 1860 était en italien : Peglione.
Son nom en langue d'oc est « Pelhon ».

## Histoire
Des traces d'enceintes néolithiques sont présentes sur les collines environnantes.
Le village de Peillon a été cité pour la première fois en 1150. La paroisse de Peillon était alors rattachée à l'abbaye de Saint-Pons. Le Pape les transfère sous l'autorité des chanoines de Saint-Ruff de Valence en mai 1154. Peille et Peillon n'ont formé qu'une seule et même entité jusqu'en 1235, date à laquelle elles furent séparées. Cependant elles conservaient la même administration consulaire.
À la fin du XIIIe siècle, Bérenger Cays fut coseigneur du Peillon et du Touët.
Peillon passa sous l'autorité savoyarde en 1388. Le fief peillonais est partagé entre de nombreux seigneurs jusqu'à la Révolution. Parmi ceux-ci se trouvent les Caïs, les Tonduti, les Borriglione ou encore les Barralis les Roux. En 1792 les révolutionnaires français occupent le village qui se trouve ensuite rattaché à la France. Les Peillonais retrouvent alors, par un vote, leur place au sein de la République naissante.
De 1814 à 1860, Peillon redevient brièvement sarde avant qu'elle ne soit rattachée définitivement à l'Empire à cette date.
En 1948, le hameau de Sainte-Thècle, au pied de la commune, devint le siège de l'administration du village.

## Politique et administration

### Budget et fiscalité 2017
En 2017, le budget de la commune était constitué ainsi :
- total des produits de fonctionnement : 1 143 000 €, soit 760 € par habitant ;
- total des charges de fonctionnement : 907 000 €, soit 602 € par habitant ;
- total des ressources d'investissement : 706 000 €, soit 509 € par habitant ;
- total des emplois d'investissement : 997 000 €, soit 663 € par habitant ;
- endettement : 596 000 €, soit 392 € par habitant.

Avec les taux de fiscalité suivants :
- taxe d'habitation : 13,26 % ;
- taxe foncière sur les propriétés bâties : 8,80 % ;
- taxe foncière sur les propriétés non bâties : 27,57 % ;
- taxe additionnelle à la taxe foncière sur les propriétés non bâties : 0,00 % ;
- cotisation foncière des entreprises : 0,00 %.

Chiffres clés Revenus et pauvreté des ménages en 2015 : médiane en 2015 du revenu disponible, par unité de consommation : 22 963 €.

### Liste des maires
| Période   | Période   | Identité             | Étiquette | Qualité         |
| --------- | --------- | -------------------- | --------- | --------------- |
| mars 2001 | mars 2008 | René Passeron        | DVD       |                 |
| mars 2008 | mars 2014 | Pierre-Charles Maria | DVD       |                 |
| mars 2014 | En cours  | Jean-Marc Rancurel   | LR        | Agent technique |

### Intercommunalité
Commune membre de la Communauté de communes du Pays des Paillons.

## Population et société

### Démographie

#### Évolution démographique
En 1701, la commune comptait 410 habitants et 350 en 1754.
L'évolution du nombre d'habitants est connue à travers les recensements de la population effectués dans la commune depuis 1793. Pour les communes de moins de 10 000 habitants, une enquête de recensement portant sur toute la population est réalisée tous les cinq ans, les populations de référence des années intermédiaires étant quant à elles estimées par interpolation ou extrapolation. Pour la commune, le premier recensement exhaustif entrant dans le cadre du nouveau dispositif a été réalisé en 2007.

En 2022, la commune comptait 1 427 habitants, en évolution de −2,93 % par rapport à 2016 (Alpes-Maritimes : +2,85 %, France hors Mayotte : +2,11 %).
| 1793 | 1800 | 1806 | 1822 | 1838 | 1848 | 1858 | 1861 | 1866 |
| ---- | ---- | ---- | ---- | ---- | ---- | ---- | ---- | ---- |
| 411  | 396  | 408  | 546  | 557  | 639  | 641  | 618  | 604  |

| 1872 | 1876 | 1881 | 1886 | 1891 | 1896 | 1901 | 1906 | 1911 |
| ---- | ---- | ---- | ---- | ---- | ---- | ---- | ---- | ---- |
| 622  | 605  | 641  | 591  | 541  | 533  | 522  | 535  | 516  |

| 1921 | 1926 | 1931 | 1936 | 1946 | 1954 | 1962 | 1968 | 1975 |
| ---- | ---- | ---- | ---- | ---- | ---- | ---- | ---- | ---- |
| 394  | 933  | 721  | 731  | 537  | 688  | 781  | 937  | 898  |

| 1982  | 1990  | 1999  | 2006  | 2007  | 2012  | 2017  | 2022  | - |
| ----- | ----- | ----- | ----- | ----- | ----- | ----- | ----- | - |
| 1 038 | 1 139 | 1 227 | 1 322 | 1 336 | 1 439 | 1 457 | 1 427 | - |

### Enseignement
Établissements d'enseignements :
- Écoles maternelles et primaires,
- Collèges à Beausoleil, Contes, L'Escarène,
- Lycées à Drap, Monaco, Menton.

### Santé
Professionnels et établissements de santé :
- Médecins à Peillon, Peille, La Turbie,
- Pharmacies à Blausasc, La Turbie,
- Hôpitaux à Gorbio, Beausoleil, Cap-d'Ail, Menton.
- Pôle santé & Bien-être Borgheas de Peillon.

### Cultes
- Culte catholique, Paroisse de l'Escarène[31], Diocèse de Nice.

### Sports
- Le village possède un club d'athlétisme hors-stade : Courir à Peillon de Nissa.
- Haras de Coco[32].
- Escalade et randonnée.

## Économie

### Entreprises et commerces

#### Agriculture
- Le village pratiquait jadis la culture de l'olivier et produit de l'huile d'olive.

#### Tourisme
- Syndicat d'initiative de Peillon[33].
- Gîtes de France[34].

#### Commerces
- Restaurants :
  - Le Bistrot des sources, Bistrot de pays[35],[36].
  - Restaurant  - L'auberge de la Madone,
  - Restaurant les plaisirs.

## Culture et patrimoine

### Lieux et monuments

#### Monuments et lieux civils
- Le village a gardé intégralement son aspect médiéval. Peu de rues : partout des escaliers en calades qui serpentent parmi les maisons fleuries, et de nombreux passages voûtés.
- La fontaine située à l'entrée du village a été inscrite au titre des Monuments historiques en 1941[37]
- Le vieux-Moulin à Huile et à Farine de Peillon (Quartier Les Moulins)[38].
- L’Ancienne Ecole de Peillon qui abrite la fresque de Charles Rocher de Gérigné, peintre peillonnais.
- Musée du Patrimoine Ferroviaire « Flaminius Raiberti » à Sainte-Thècle.

#### Monuments religieux

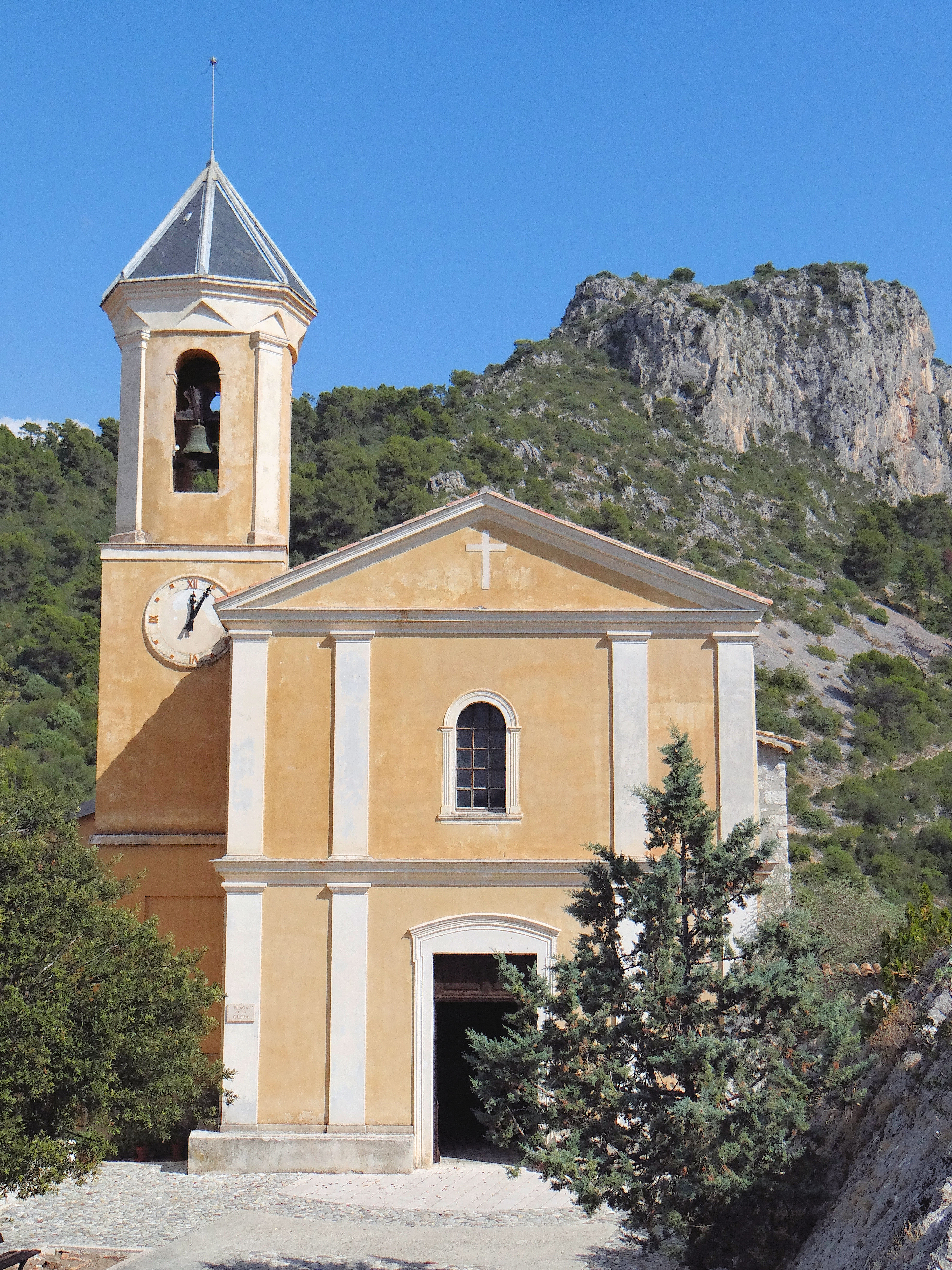
L'église de la Transfiguration.
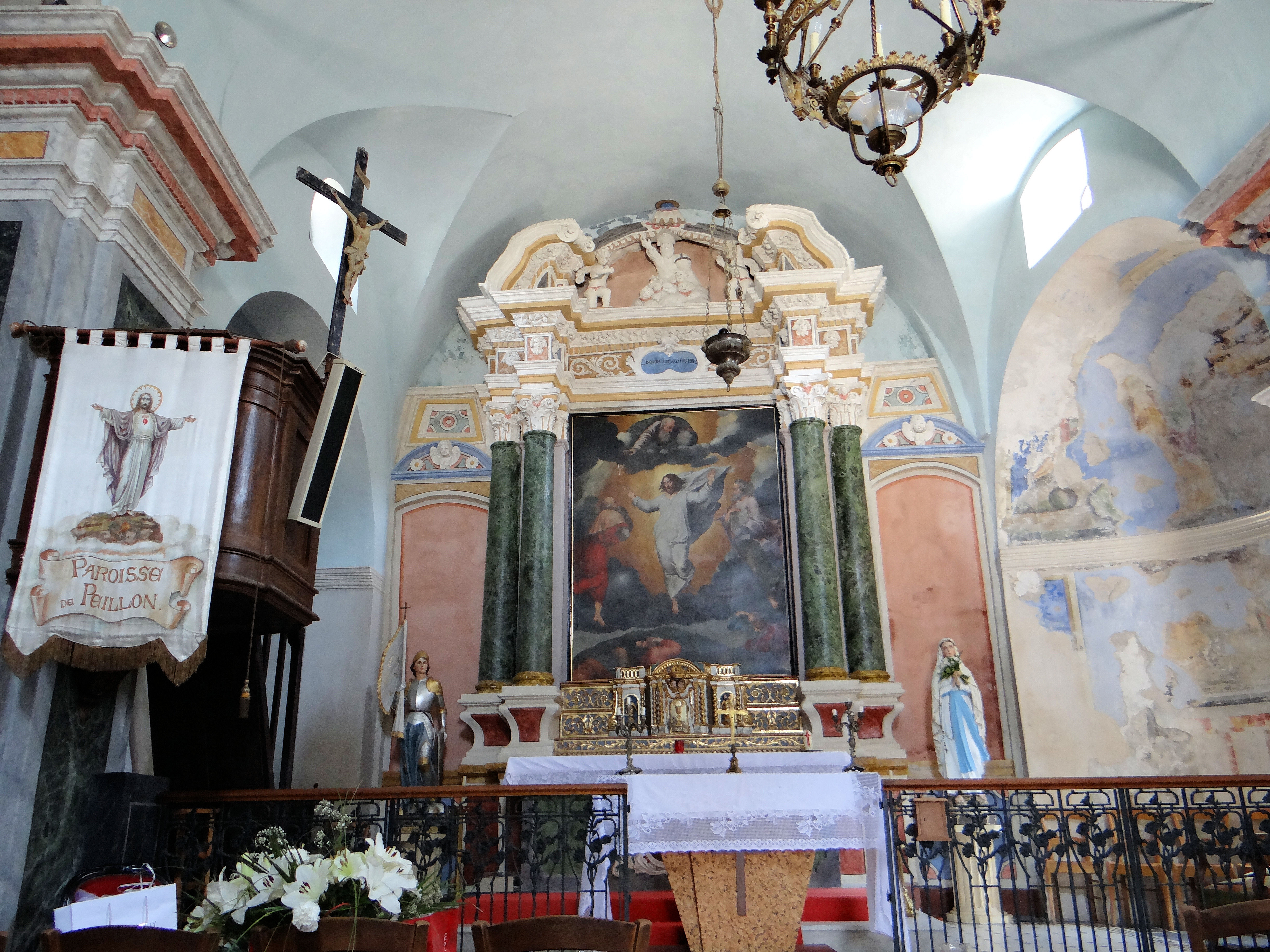
Le maître autel de l'église.
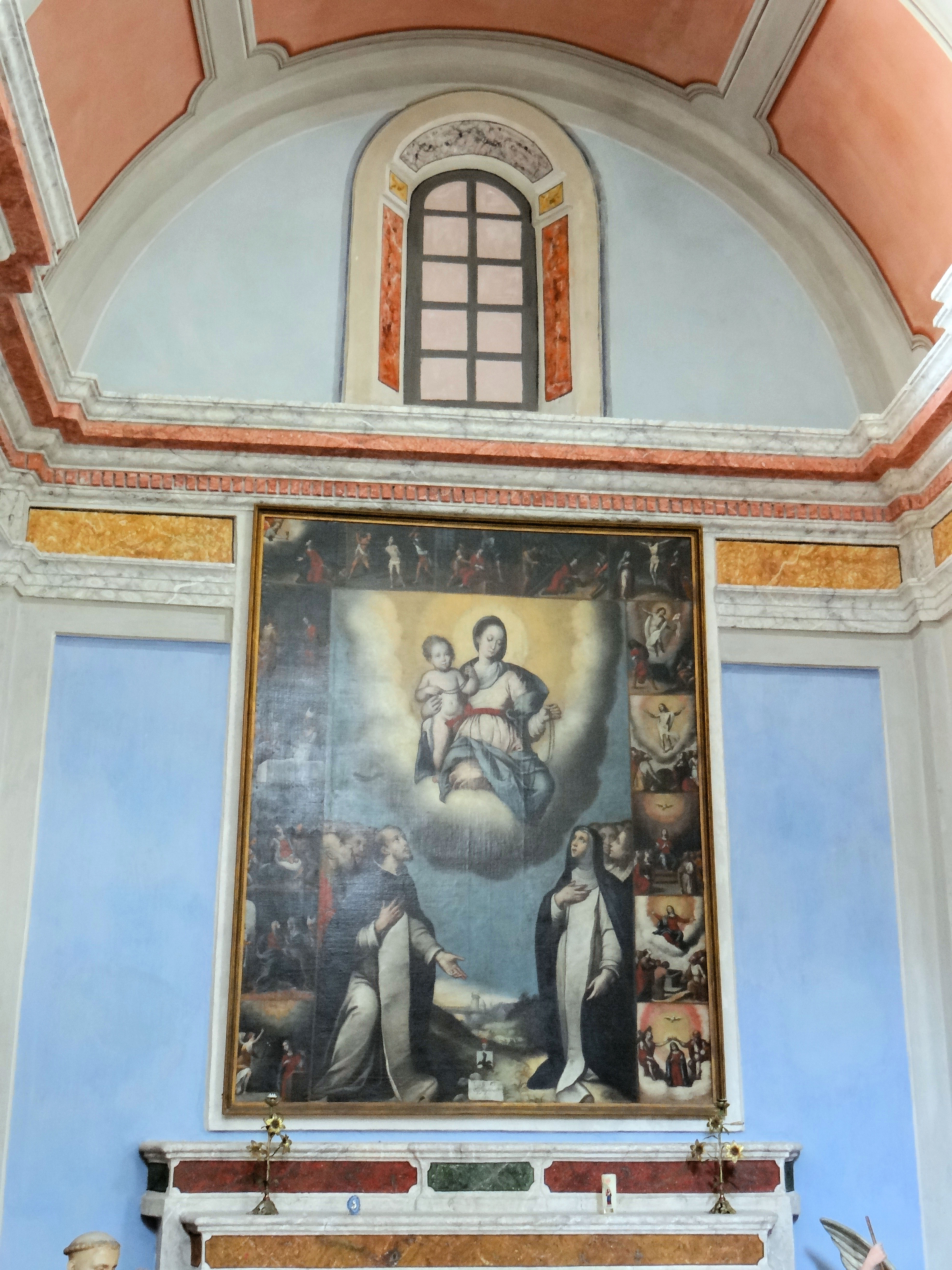
Chapelle de la Madone du Rosaire dans l'église.
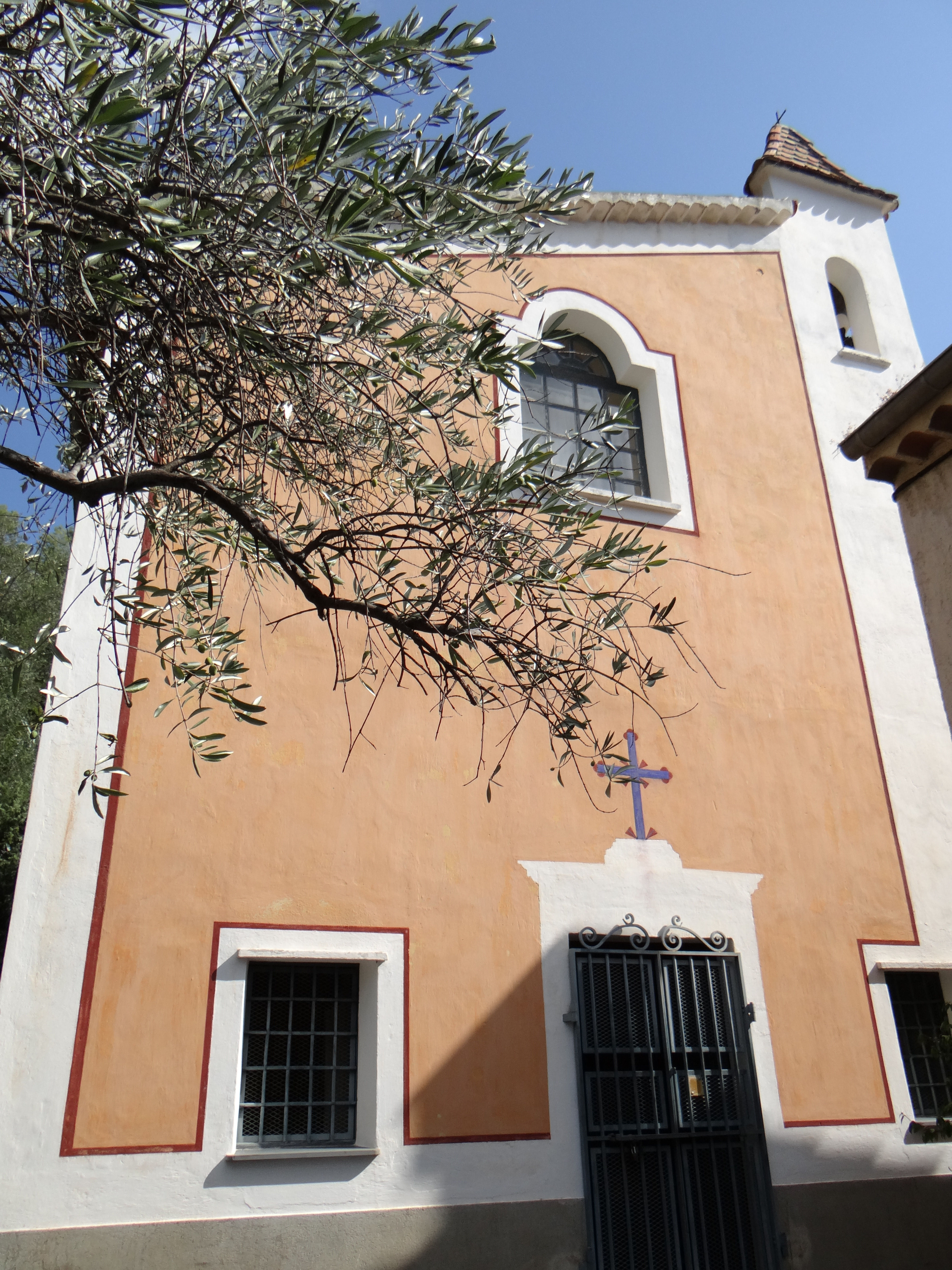
La chapelle des Pénitents blancs.
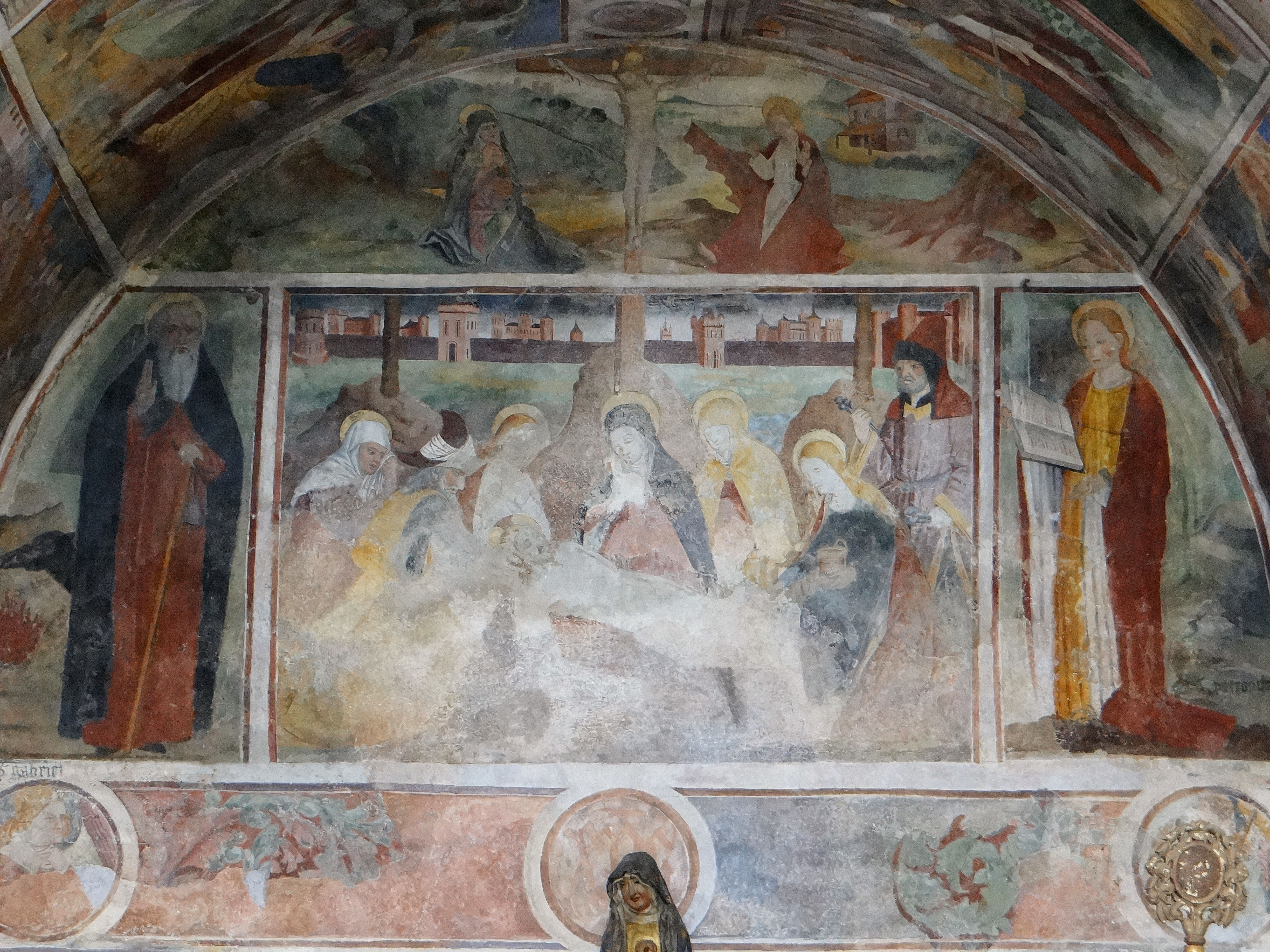
Les fresques de la chapelle des Pénitents blancs.
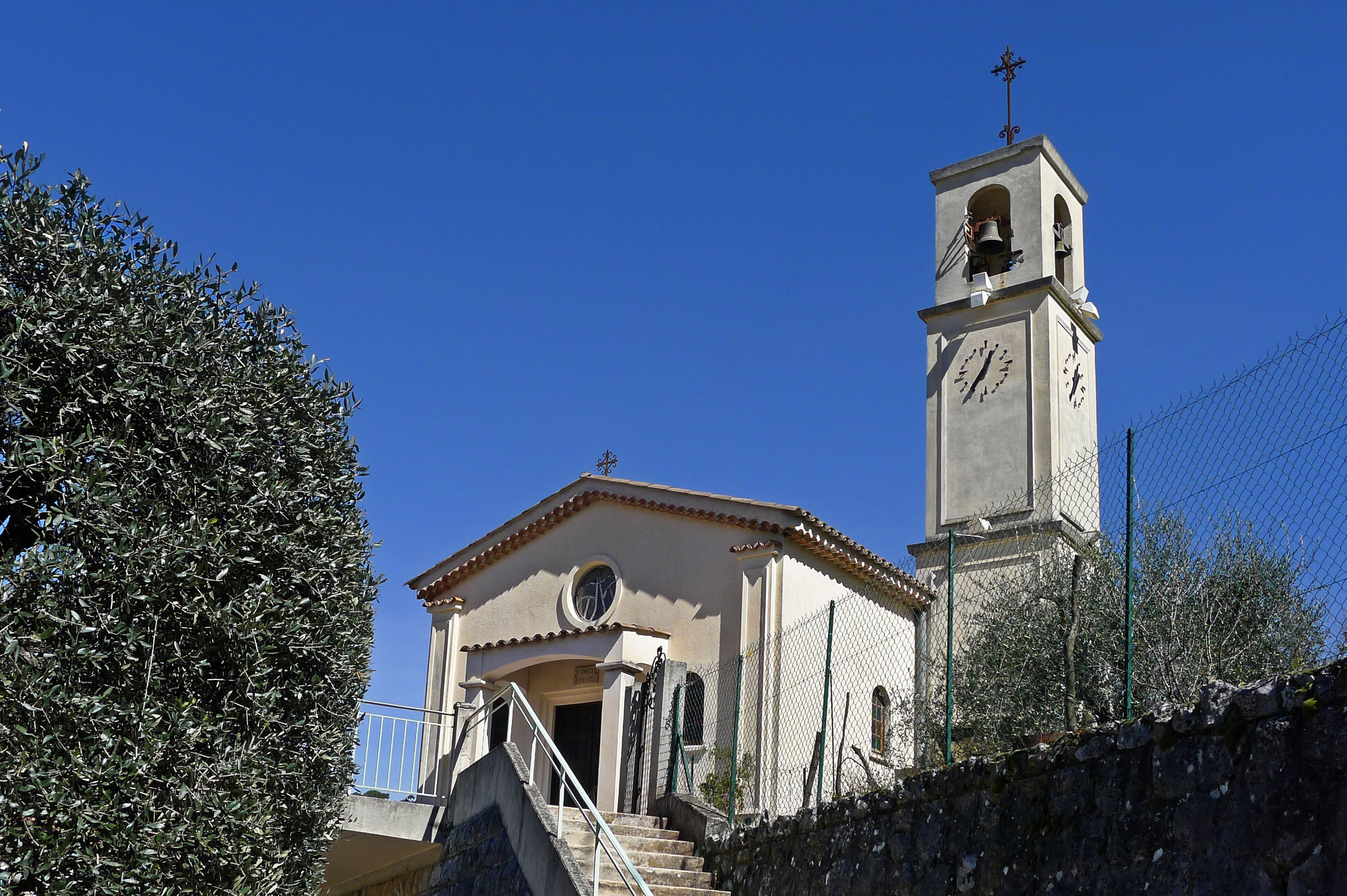
L'église de Sainte-Thècle.
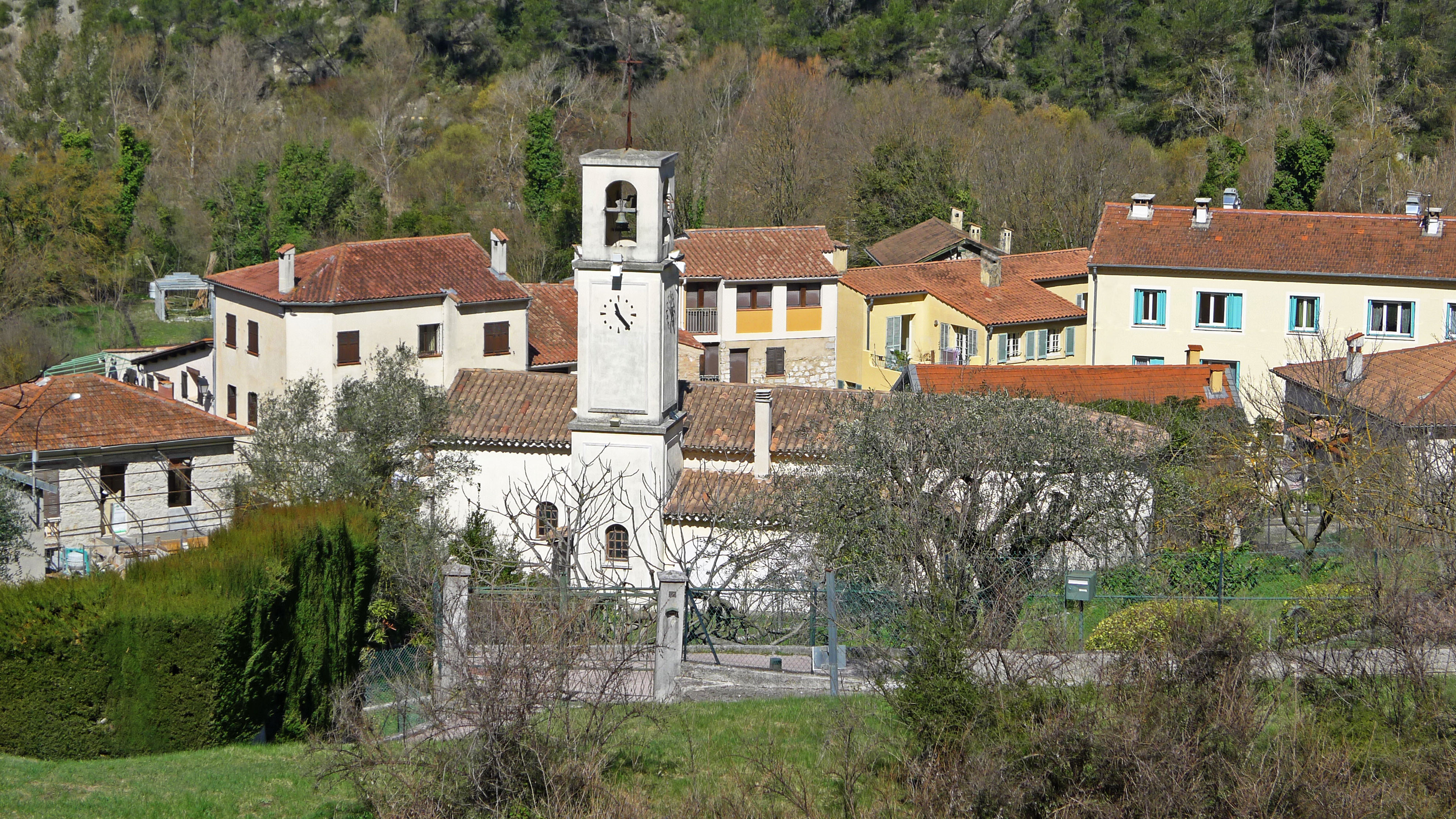
Vue d'ensemble église de Sainte-Thècle.

- Église paroissiale de la Transfiguration[39] : elle a été bâtie au XVIIIe siècle sur le site d'un ancien donjon. Elle regroupe une ancienne chapelle romane du XIIe siècle construite au nord du donjon du château. Cette chapelle était normalement orientée est-ouest. Le chœur actuel de l'église se trouve ans cette ancienne chapelle dont on peut voir l'abside en cul-de-four à la droite du maître autel.
Au début du XVIe l'église a été agrandie en intégrant l'ancien emplacement du donjon du château. Cette de l'église comprend deux chapelles où on peut voir un tableau de la Madone du Rosaire peint par Dragus en 1639, à gauche, et de la Mort de saint-Joseph réalisé en 1722, à droite.
L'église est de nouveau agrandie au milieu du XVIe siècle après la démolition du mur du sud. Après cet ajout d'une nouvelle travée vers la place de l'église avec un clocher avec une haute lanterne octogonale et un fronton triangulaire.
Le maître autel est changé de place ce qui modifie l'orientation de la nef qui devient sensiblement nord-sud. Il est surmonté d'un retable décoré d'un tableau du XVIIe siècle représentant la Transfiguration.
- Chapelle Notre-Dame-des-Douleurs des Pénitents blancs[40] : l'intérêt de cette chapelle réside dans les fresques de Jean Canavesio, datées de la fin du XVe siècle. Elle est classée au titre des Monuments historiques par arrêté du 27 mars 2000[41],[42],[43]
- Chapelle Saint Roch[44].
- Église Sainte Thècle[45].
- Chapelle Saint Joseph Borghéas[46].
- De nombreux oratoires et calvaires.

### Héraldique
| Blason de Peillon | Blason  | D'or à la croix de gueules cantonnée au 1er d'un dragon contourné de sable crachant des flammes de gueules, au 2e d'une étoile à huit rais de sable, au 3e d'une tête de crosse contournée de sable, au 4e d'une palme de sable. |
| Blason de Peillon | Détails | Adopté en 2011,. |
| Blason de Peillon | Alias   | D'or à la croix de gueules cantonnée de quatre étoiles à huit rais d'azur. |

## Personnalités liées à la commune
- Patrick Lanneau (1951-), artiste peintre.